# 静岡産業大学の人物一覧
静岡産業大学の人物一覧（しずおかさんぎょうだいがくのじんぶついちらん）は、静岡産業大学に関係する人物の一覧。

## OB・OG

### 男子サッカー
- 相原央
- 秋葉信秀
- 浅井俊光
- 稲葉亜我志
- 犬塚友輔
- 井畑翔太郎
- 勝見壮史
- 唐紙学志
- 栗田マークアジェイ
- 小山大樹
- 櫻田和樹
- 柴崎邦博
- 多々良敦斗
- 野嶋良
- 橋本巧
- 松下和磨
- 松下太輔
- 村山智彦
- 吉本淳
- 和田新吾

### 女子サッカー
- 金札杏
- 左山桃子

### 野球
- 大盛穂
- 望月源氏

### その他
- 鎌田有芽 - バスケットボール選手
- 渡辺翔太 - お笑い芸人（くらげ）
- 山口誠 - お笑い芸人（カナメストーン）